# 瑞利 (约讷省)
瑞利（法語：Jully，法語發音：[ʒyli]）是法国勃艮第-弗朗什-孔泰大区约讷省的一个市镇，属于阿瓦隆区。

## 地理
瑞利（47°46'30"N, 4°17'45"E）面积19.76 平方千米，位于法国勃艮第-弗朗什-孔泰大區约讷省，该省份为法国中北部内陆省份，西接卢瓦雷省，西北接塞纳-马恩省，南至涅夫勒省，东临科多尔省，东北与奥布省接壤。
与瑞利接壤的市镇（或旧市镇、城区）包括：上塞讷瓦、方丹莱塞什、韦尔多内、拉维耶尔、下塞讷瓦、斯蒂尼。

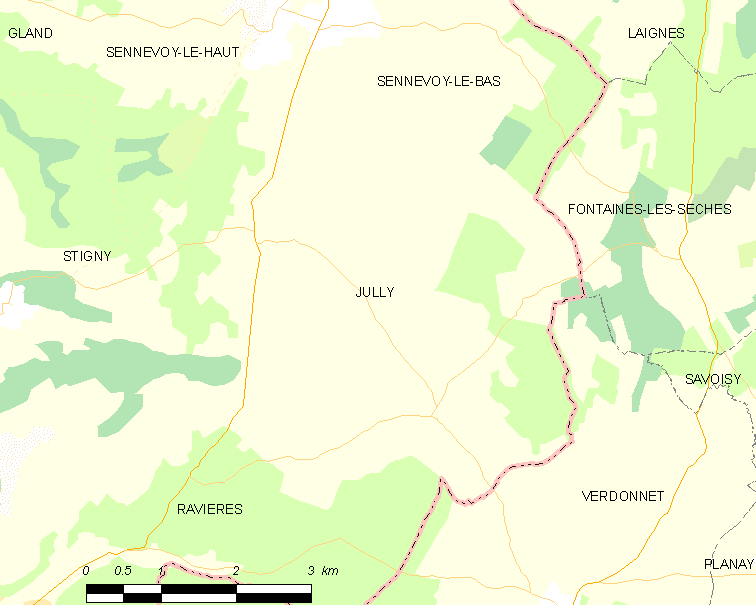
的OSM定位图

瑞利的时区为UTC+01:00、UTC+02:00（夏令时）。

## 行政
瑞利的邮政编码为89160，INSEE市镇编码为89210。

## 政治
瑞利所属的省级选区为托内鲁瓦县。

## 人口

1962-2008年间人口变化图示

瑞利于2022年1月1日时的人口数量为123人。